# Arthur P. Jacobs
Arthur Jacobs (Los Angeles, 7 de março de 1922 – Beverly Hills, 27 de junho de 1973) foi um produtor de cinema norte-americano, responsável por vários filmes clássicos dos anos 1960 e 1970, incluindo a série Planeta dos Macacos, Doctor Dolittle, Goodbye, Mr. Chips e Play It Again.